# Horažďovice-Předměstí

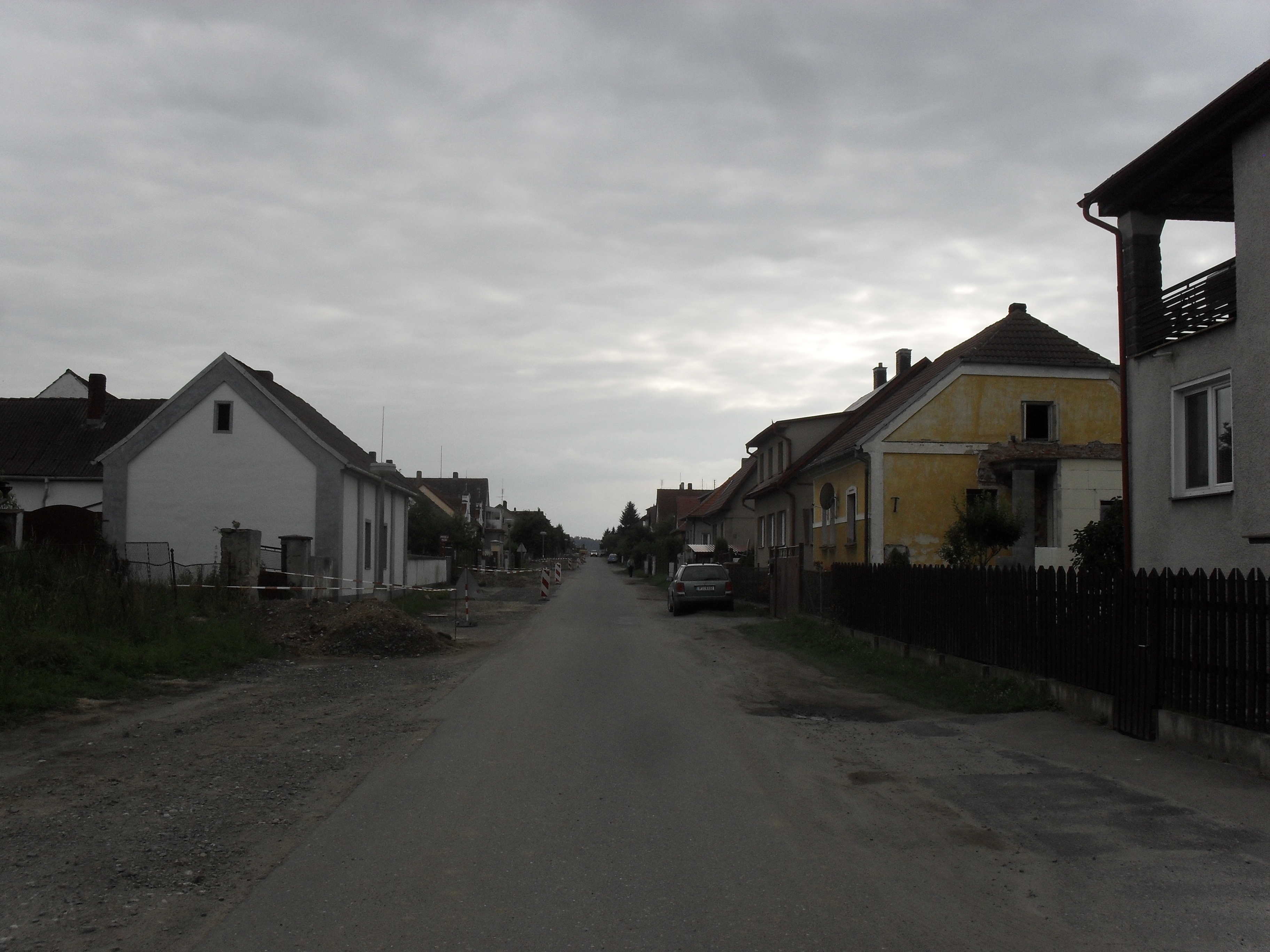
Průtah silnice II/139 kolonií Horažďovice-Předměstí

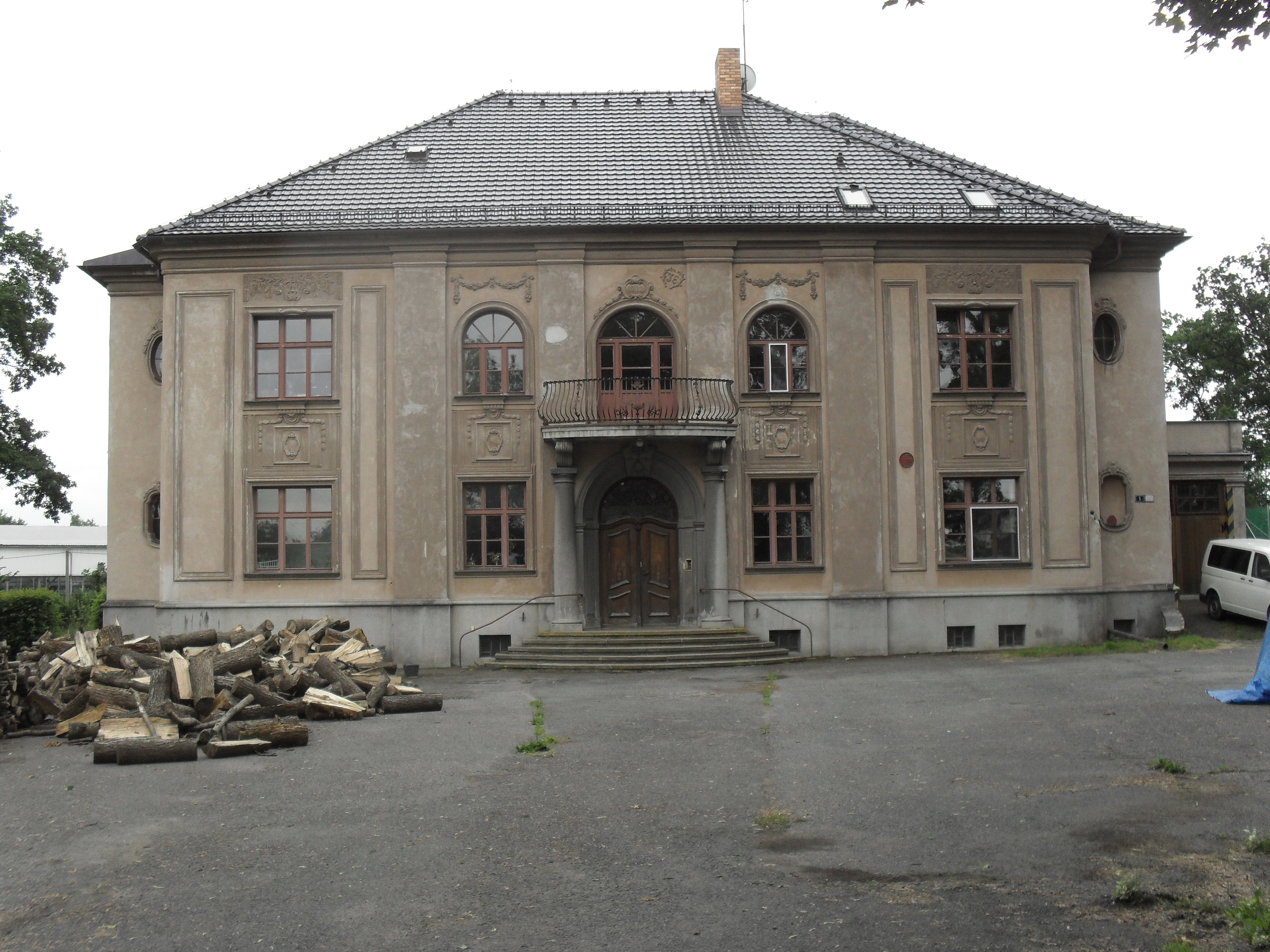
Bývalé zdravotní středisko

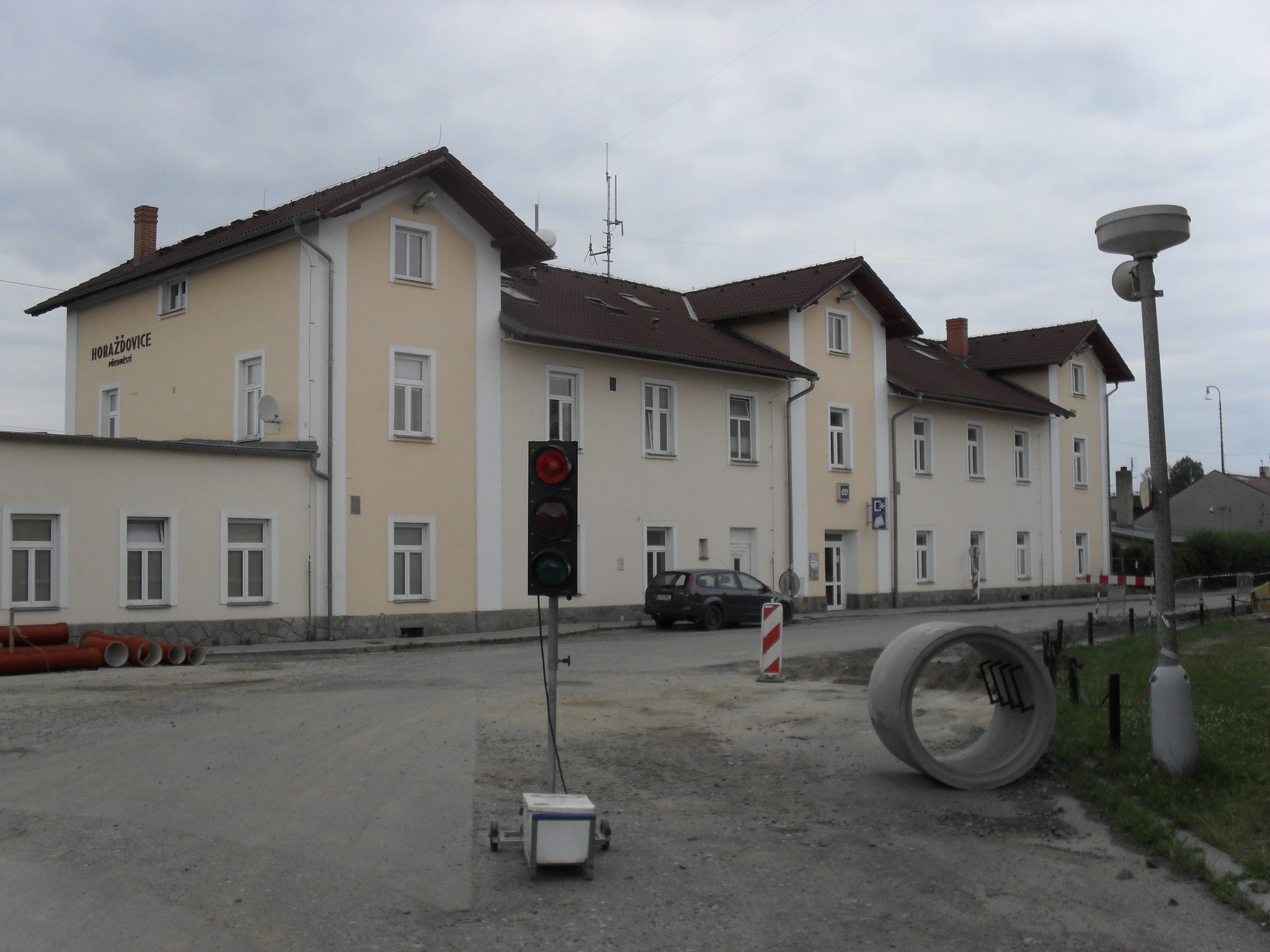
Nádražní budova stanice Horažďovice předměstí

Horažďovice-Předměstí (na Horažďovicku také nazýváno Babiny) je sídelní celek v rámci evidenční části Horažďovice města Horažďovice, statisticky základní sídelní jednotka s názvem Horažďovice-předměstí, adresně je evidován jako ulice Předměstí v rámci města Horažďovice. Jde o zástavbu v okolí silnice II/139 v blízkosti železniční stanice Horažďovice předměstí, v úseku vymezeném železniční tratí 190 a obloukem odbočující železniční trati 185. Předměstí je vzdáleno asi dva a půl kilometru severovýchodně od centra Horažďovic ve směru Blatenské ulice, mezi ucelenou obytnou zástavbou Horažďovic a okrajem zástavby Předměstí je vzdálenost asi 1,3 kilometru.
Rozloha základní sídelní jednotky je 0,389 km², charakter ZSJ dle Českého statistického úřadu je „odloučená obytná plocha včetně přilehlých zemědělských ploch“. V základní sídelní jednotce je evidováno 83 číslovaných budov, z toho 75 s číslem popisným a 8 s číslem orientačním, většina budov s číslem popisným (s výjimkou čp. 1151) je zároveň přiřazena k názvu Předměstí jako uličnímu názvu. Počet evidovaných obyvatel je 166, obvyklý a trvalý počet obyvatel dle sčítání lidu je zhruba o 15 vyšší.
Úsek dráhy císaře Františka Josefa (dnes trať České Budějovice - Plzeň) byl uveden slavnostně do provozu 1. září 1868. Dráha minula město asi o dva kilometry, podle místní tradice měšťané odmítli dráhu, aby místní formani a povozníci mohli vydělávat na dopravě osob a zboží z města na vzdálené nádraží, dobové dokumenty to však nepotvrzují.
Roku 1888 byla z tohoto nádraží vyvedena přes vlastní město a trať do Klatov a Domažlic jako součást Českomoravské transverzální dráhy. Původní nádraží za městem, kde se tratě větví, pak neslo název Horažďovice Babiny a nádraží ve městě název Horažďovice město.
Původní název nádraží Babiny souvisí se vsí Babín, dnes částí Horažďovic, která se nachází asi 2 km severozápadně od nádraží, a s rybníky Velký Babín, Prostřední Babín a Malý Babín, které se nacházejí severně za nádražím.
Postupně při nádraží vznikla kolonie rodinných domů, která nese název Horažďovice-Předměstí, po ní pak dostalo nový název i nádraží. Na jaře roku 1945 bylo nádraží a jeho okolí poškozeno nálety spojeneckých bombardérů, v hlášení amerického letectva bylo zmiňováno jako „seřaďovací nádraží Křížský vrch“.